# Niesiebądka
Niesiebądka, Niesiebudka – staropolskie imię żeńskie, złożone z trzech członów: Nie- (przeczenie), sie (przypadek zależny od siego, sich – "w najbliższym czasie") i -bąd-ka, -bud-ka ("bądź"). Istnieje też hipoteza, że Sie- w tym wypadku jest formą Wsze-; imię oznaczałoby wtedy "tę, która nie jest wszędzie", tzn. "tę, która lubi przebywać w jednym miejscu".
Męskie odpowiedniki: Niesiebąd, Niesiebud.